# Polis (uitgeverij)
Polis was een Vlaamse uitgeverij van fictie en non-fictie boeken.

## Geschiedenis
Uitgeverij Polis ontstond begin 2015 in de schoot van uitgeverij Pelckmans. Nadat de Antwerpse satelliet van de Bezige Bij, een Amsterdamse uitgeverij, werd opgedoekt, achtte uitgever Harold Polis de tijd rijp voor een nieuw project in Vlaanderen.  Eind 2015 nam Pelckmans uitgeverij Van Halewyck over. Enkele auteurs verhuisden tussen Polis en Van Halewyck. Bij uitgeverij Polis lag de focus op literatuur, non-fictie, biografieën, geschiedenis, vertalingen en geïllustreerd werk. Van Halewyck focuste op kinder- en jeugdliteratuur, verhalende non-fictie, memoires, lifestyle, essays, romans, actuele thema’s en recente geschiedenis. De andere uitgeverijen binnen Pelckmans brengen educatieve uitgaven uit.
Het ontstaan van Polis binnen Pelckmans leidde in augustus 2015 tot het ontslag van Karl Drabbe wat voor nogal wat verontwaardiging zorgde. Vlaams minister-president Geert Bourgeois sprak zijn verontwaardiging uit.
Polis hield in 2020 op te bestaan. Verschillende auteurs vonden onderdak bij Pelckmans.

## Auteurs (selectie)
- Anthony B. Atkinson
- Tinneke Beeckman
- Peter Ackroyd
- Maarten Boudry
- Joël De Ceulaer
- Jozef Deleu
- Mia Doornaert
- Dirk Draulans
- Peter Holvoet-Hanssen